# Resolutie 946 Veiligheidsraad Verenigde Naties
Resolutie 946 van de Veiligheidsraad van de Verenigde Naties werd op 30 september 1994 aangenomen. Dit gebeurde met 14 stemmen voor en één onthouding van de Verenigde Staten.

## Achtergrond
In 1960 werden de voormalige kolonies Brits Somaliland en Italiaans Somaliland onafhankelijk, waarna ze werden samengevoegd tot de nieuwe staat Somalië. In 1969 greep het leger de macht en werd Somalië een socialistisch-islamitisch land. 
In de jaren 1980 leidde het verzet tegen het totalitair geworden regime tot een burgeroorlog en in 1991 viel het centrale regime. Vanaf dan beheersten verschillende groeperingen elk een deel van het land en enkele delen scheurden zich ook af van Somalië.

## Inhoud
De Veiligheidsraad:
- herinnert aan resolutie 733 (1992);
- herinnert aan de verklaring van 's Raads voorzitter op 25 augustus;
- overwoog het rapport van secretaris-generaal Boutros Boutros-Ghali;
- is bezorgd om de verslechterende veiligheidssituatie en veroordeeld de aanvallen op UNOSOM II en ander internationaal personeel;
- bevestigt dat het Somalische volk uiteindelijk verantwoordelijk is voor verzoening en heropbouw in hun land;
- wijst erop dat de internationale steun afhangt van de medewerking van de partijen aan een compromis;
- dringt erop aan dat ze hun inspanningen daarvoor verdubbelen;
- merkt op dat de secretaris-generaal tegen midden oktober de voorstellen over verzoening zal beoordelen en aanbevelingen doen over de toekomstige rol van de VN in Somalië;

1. besluit om het mandaat van UNOSOM II met één maand te verlengen, tot 31 oktober, waarna het zal worden herzien;
2. verzoekt de secretaris-generaal om noodmaatregelen te treffen voor het ten uitvoer brengen van de beslissingen, waaronder de terugtrekking van de missie;
3. is bereid om te gepasten tijde een missie naar Somalië te sturen om de plannen van de VN-Veiligheidsraad rechtstreeks aan de partijen over te brengen;
4. besluit om actief op de hoogte te blijven.

## Verwante resoluties
- Resolutie 897 Veiligheidsraad Verenigde Naties
- Resolutie 923 Veiligheidsraad Verenigde Naties
- Resolutie 953 Veiligheidsraad Verenigde Naties
- Resolutie 954 Veiligheidsraad Verenigde Naties

Lijst ·  893 ·  894 ·  895 ·  896 ·  897 ·  898 ·  899 ·  900 ·  901 ·  902 ·  903 ·  904 ·  905 ·  906 ·  907 ·  908 ·  909 ·  910 ·  911 ·  912 ·  913 ·  914 ·  915 ·  916 ·  917 ·  918 ·  919 ·  920 ·  921 ·  922 ·  923 ·  924 ·  925 ·  926 ·  927 ·  928 ·  929 ·  930 ·  931 ·  932 ·  933 ·  934 ·  935 ·  936 ·  937 ·  938 ·  939 ·  940 ·  941 ·  942 ·  943 ·  944 ·  945 ·  946 ·  947 ·  948 ·  949 ·  950 ·  951 ·  952 ·  953 ·  954 ·  955 ·  956 ·  957 ·  958 ·  959 ·  960 ·  961 ·  962 ·  963 ·  964 ·  965 ·  966 ·  967 ·  968 ·  969